# Òpera tibetana

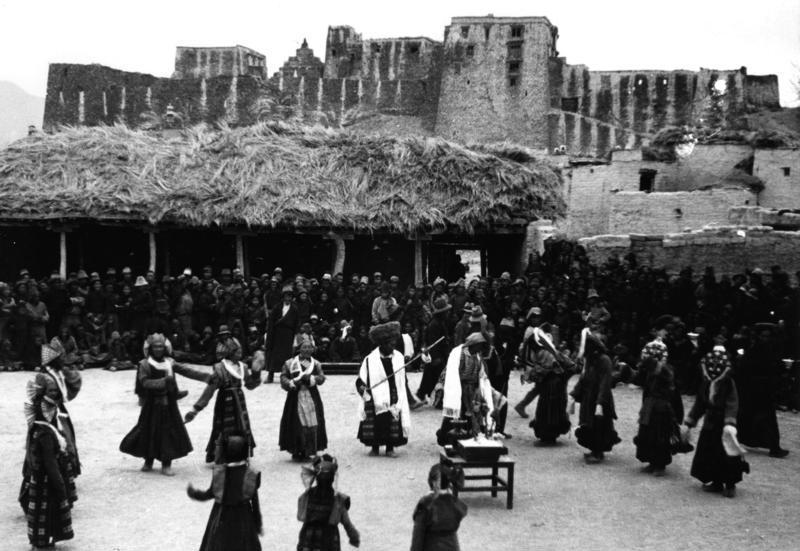
Representació d'òpera tibetana davant el dzong de Gongkar, 1939

L'òpera tibetana (lhamo en tibetà) és una representació cantada que té una història de 600 anys, uns 400 anys més antiga que l'Òpera de Beijing. La posada en escena d'aquesta òpera compta amb màscares de colors vius, danses primitives, cants i vestuaris colorits.